# 哈洛加兰大桥
哈洛加兰大桥（挪威語：Hålogalandsbrua）是挪威诺尔兰郡纳尔维克自治市的一座悬索桥，跨越罗姆巴克峡湾，是挪威跨度第二大的悬索桥，承载欧洲E6公路。桥的南岸为纳尔维克城区，北岸为Bjerkvik村，使E6公路的里程缩短了18km，工程总耗资22亿挪威克朗，由四川路橋承建。